# Новоалександровское (Павлоградский район)
Новоалекса́ндровское (укр. Новоолександрівське) — село,
Карабиновский сельский совет,
Павлоградский район,
Днепропетровская область,
Украина.
Код КОАТУУ — 1223583805. Население по переписи 2001 года составляло 208 человек .

## Географическое положение
Село Новоалександровское находится на берегу реки Березнеговатая,
выше по течению на расстоянии в 5,5 км расположено село Лиманское,
ниже по течению на расстоянии в 3 км расположено село Карабиновка.
Река в этом месте пересыхает.
Рядом проходят автомобильные дороги М-04 (E 50), Т-0426 и
железная дорога, станция Минеральная в 2-х км.